# Documents Andonian
Les documents Andonian sont une série de 50 télégrammes chiffrés et 2 lettres publiés en 1919-1920 par le journaliste arménien Aram Andonian, portant sur les massacres d'Arméniens commis pendant la Première Guerre mondiale dans l'Empire ottoman. Il n'en reste aujourd'hui que des reproductions. S'ils sont authentiques, ces documents prouvent irréfutablement à eux seuls le lien entre le comité central du parti Union et Progrès (les Jeunes-Turcs), qui dirigeait l'Empire ottoman depuis 1908, et les massacres des Arméniens qui eurent lieu durant la Première Guerre mondiale. L'établissement d'un tel lien permettrait de qualifier sans ambiguïté ces massacres de « génocide », bien que cette qualification repose sur de nombreux autres éléments tels que les comptes rendus des procès tenus à Constantinople et ailleurs en Turquie en 1919 et 1920, les témoignages des diplomates présents sur place et d'autres documents notamment produits par la commission Mazhar.

## Description
Outre les télégrammes et les lettres, les documents réunis et publiés par Aram Andonian (un journaliste rescapé de la rafle du 24 avril 1915 qui marque le début du génocide arménien) contiennent les mémoires d'un officiel ottoman en poste à Alep, Naïm Bey, qui vendit lesdits télégrammes et lettres à Aram Andonian, ainsi que des commentaires d'Andonian lui-même.
Des différences notables existent entre la version anglaise et les deux autres, sans doute dues au fait qu'Aram Andonian, ne maîtrisant pas l'anglais, n'a pas pu relire la traduction et en corriger les erreurs. Dans les versions française et arménienne, des reproductions photographiques de plusieurs télégrammes (chiffrés ou déchiffrés) émaillent le texte du livre. Cependant, les 52 documents ne sont pas présentés dans un ordre chronologique, mais sont censés illustrer les mémoires de Naïm Bey et les commentaires d'Aram Andonian qui regroupent les documents sous sept rubriques : la préméditation, les mesures de précaution pour assurer la discrétion de l'opération, l'étendue des massacres, les petits martyrs (c'est-à-dire les enfants arméniens qui n'ont pas non plus été épargnés), les encouragements du gouvernement (censés rassurer les fonctionnaires sur le terrain), les essais de justification (recherche de preuves de révoltes arméniennes, d'aveux de rebelles, etc.), le deuxième acte (derniers massacres en 1918 des soldats arméniens pas encore démobilisés).

## Utilisation des documents
Publiés en français (sous le titre Documents officiels concernant les massacres arméniens) et en anglais (sous le titre The Memoirs of Naim Bey) en 1920, puis en arménien en 1921, ils ont marqué les esprits à l'époque, jouant notamment un rôle lors du procès de Soghomon Tehlirian, assassin de Talaat Pacha (ministre de l'Intérieur turc durant la Première Guerre mondiale), qui s'est conclu par un acquittement.

## Remise en cause
L’authenticité des documents Andonian ne fut guère remise en cause jusque dans les années 1980, lorsque des historiens turcs membres de la Société turque d'histoire, Türkkaya Ataöv puis Şinasi Orel et Süreyya Yuca, étudièrent les reproductions et y relevèrent de nombreuses irrégularités. Si T. Ataöv produit un texte peu objectif, les deux autres historiens se sont penchés sérieusement sur les défauts évidents contenus dans les documents Andonian, et que l'on peut regrouper en sept points  : erreurs de date, fausse signature d'un vali (gouverneur) sur certains télégrammes, chiffrage incohérent par rapport aux autres documents ottomans chiffrés de l'époque, numérotation erratique des télégrammes, qualité du papier utilisé qui n'est pas celle des documents officiels ottomans contemporains, imprécision dans la graphie et la syntaxe des textes en osmanli (turc écrit en caractères arabes), conservation des documents (incompatible avec leur caractère hautement secret revendiqué).
Cette remise en question amena Vahakn Dadrian, historien spécialisé dans l'étude du génocide arménien, à examiner à son tour les reproductions et, bien qu'y relevant également de nombreuses imprécisions, il conclut cependant à une hautement probable authenticité en apportant des justifications auxdites imprécisions qui se limitent finalement à la forme et non au fond des documents. Gérard Chaliand et Yves Ternon, notamment, approuvèrent les conclusions de Dadrian. En revanche, d'autres historiens comme Gilles Veinstein, Erik-Jan Zürcher ou encore Guenter Lewy rejettent leur authenticité en citant les travaux d'Orel et Yuca, sans toutefois mentionner la « contre-expertise » de Dadrian qui contredit les points avancés par Orel et Yuca.
Devant la polémique et pour ne pas prêter le flanc à des critiques, les historiens décidés à prouver l'existence du génocide arménien comme Yves Ternon ont désormais renoncé à se fonder sur les documents Andonian, mais insistent sur le fait que les informations qu'ils contiennent sont recoupées par tant d'autres documents historiques dont l'authenticité ne fait aucun doute qu'il est intellectuellement malhonnête de justifier la théorie de simples massacres non génocidaires par les imprécisions qu'Aram Andonian s'est permis dans son travail d'édition. En effet, si Orel et Yuca ont démontré avec un souci du détail poussé à l'extrême certaines failles dans le dossier Andonian, ces deux chercheurs — et plus généralement les travaux soutenus par la Société turque d'histoire — ignorent purement et simplement une grande quantité de documents allant à l'encontre de leur théorie négationniste mais qu'il est difficile d'écarter définitivement sous prétexte de détails formels bâclés. Les comptes rendus des procès turcs, le Journal officiel turc (Takvim-i Vekayi) et la presse de Constantinople reviennent à maintes reprises sur l'organisation des massacres, les travaux de la commission d'enquête Mazhar et les écrits des diplomates en poste dans l'Empire ottoman. En effet, lors de la période allant de novembre 1918 à avril 1920, les nouvelles autorités turques se sont efforcées de faire la lumière sur les commanditaires des massacres des Arméniens, mettant ainsi en évidence la responsabilité du Comité Union et Progrès.
Par la suite, l'historien turc Taner Akçam se penche à son tour sur les télégrammes publiés par Andonian et leur trouve des similarités avec les documents ottomans existants. Après des recherches plus approfondies, il publie en 2016 un livre intitulé Naim Efendi’nin Hatıratı ve Talat Paşa Telgrafları (en français : Les mémoires de Naïm Efendi et les télégrammes de Talaat Pacha), à travers duquel il réfute les arguments d'Orel et Yuca et affirme que les mémoires de Naïm Bey ainsi que les télégrammes sont authentiques, après avoir découvert de nouvelles informations et documents significatifs qu'il résume comme suit, :
- Des documents originaux, dont un publié par les archives militaires (ATASE), prouvent l'existence d'un officier ottoman du nom de Naïm Efendi ; certains d'entre eux sont publiés dans le livre.
- Il existe des écrits dont Naïm Efendi est l'auteur ; les copies sous forme de microfiches de ces mémoires, écrites de sa main en ottoman, sont présentées telles quelles dans le livre.
- Les mémoires de Naïm Efendi sont authentiques et les informations qu'elles contiennent sont correctes. Il est possible de trouver des documents dans les archives ottomanes se rapportant aux mêmes événements et personnes mentionnées dans les mémoires de Naïm Efendi.
- Orel et Yuca prétendent que l'emploi du papier ligné indique que les documents sont faux ; parce que, selon eux, la bureaucratie ottomane n'utilisait pas de papier ligné. Akçam présente des preuves que pendant cette période particulière, la bureaucratie employait du papier ligné et qu'il y a beaucoup de documents dans les archives ottomanes qui montrent que les nombreuses agences du ministère de l'Intérieur commandaient du papier ligné.
- Les télégrammes que Naïm Efendi a vendus à Andonian se composaient de codes à deux et trois caractères. Pour démontrer leur falsification, Orel et Yuca prétendaient qu'au cours des années de guerre, le gouvernement ottoman n'employait qu'une seule technique de codage qui ne se composait que de codes à quatre et cinq caractères. Après avoir parcouru plus de 20 000 documents différents issus des archives ottomanes de l'époque, Akçam démontre que pendant la guerre, le gouvernement ottoman employait des codes constitués de diverses combinaisons de groupes de caractères pour envoyer des ordres par télégramme. Les textes qu'il a découverts dans les archives ottomanes utilisaient une série de deux, trois, quatre et cinq groupes de caractères.

## Les éditions d'Andonian des télégrammes de Talaat Pacha
- (hy) Մեծ ոճիրը [« Le grand crime »], Boston, Impr. Bahag,‎ 1921, 304 p. (lire en ligne  [PDF])
- Documents officiels concernant les massacres arméniens (trad. M. S. David-Bey), Paris, Impr. Turabian, 1920, 168 p. (BNF 31999279)
- (en) The Memoirs of Naim Bey : Turkish Official Documents Relating to the Deportation and the Massacres of Armenians (préf. Viscount Gladstone), Londres, Hodder & Stoughton, 1920, 84 p. (OCLC 1033846932, BNF 32478352)

Bien que publié après les deux autres versions, le texte arménien est l'original, constitué par Aram Andonian en 1919. Prendre en compte ce retard dans la publication permet d'expliquer certaines incohérences relevées par les auteurs turcs dans la datation des documents.